# Psalistops fulvus
Psalistops fulvus là một loài nhện trong họ Barychelidae. Loài này phân bố ờ Hispaniola.